# Kiko Casilla
Francisco "Kiko" Casilla Cortés (født 2. oktober 1986) er en spansk professionel fodboldspiller, der spiller for Elche som målmand
Han begyndte sin professionelle karriere for Real Madrid, men repræsenterede kun reserveholdene i sin tidlige fase af karrieren. Han fortsatte med at optræde i 126 kampe for Espanyol over seks La Liga sæsoner, før han vendte tilbage til sin tidligere klub Real Madrid i 2015, som han vandt tre UEFA Champions League-titler med, som backup til Keylor Navas. I 2019-20 var han med til at rykke op i Premier League med Leeds United.